# Iglesia católica en la India

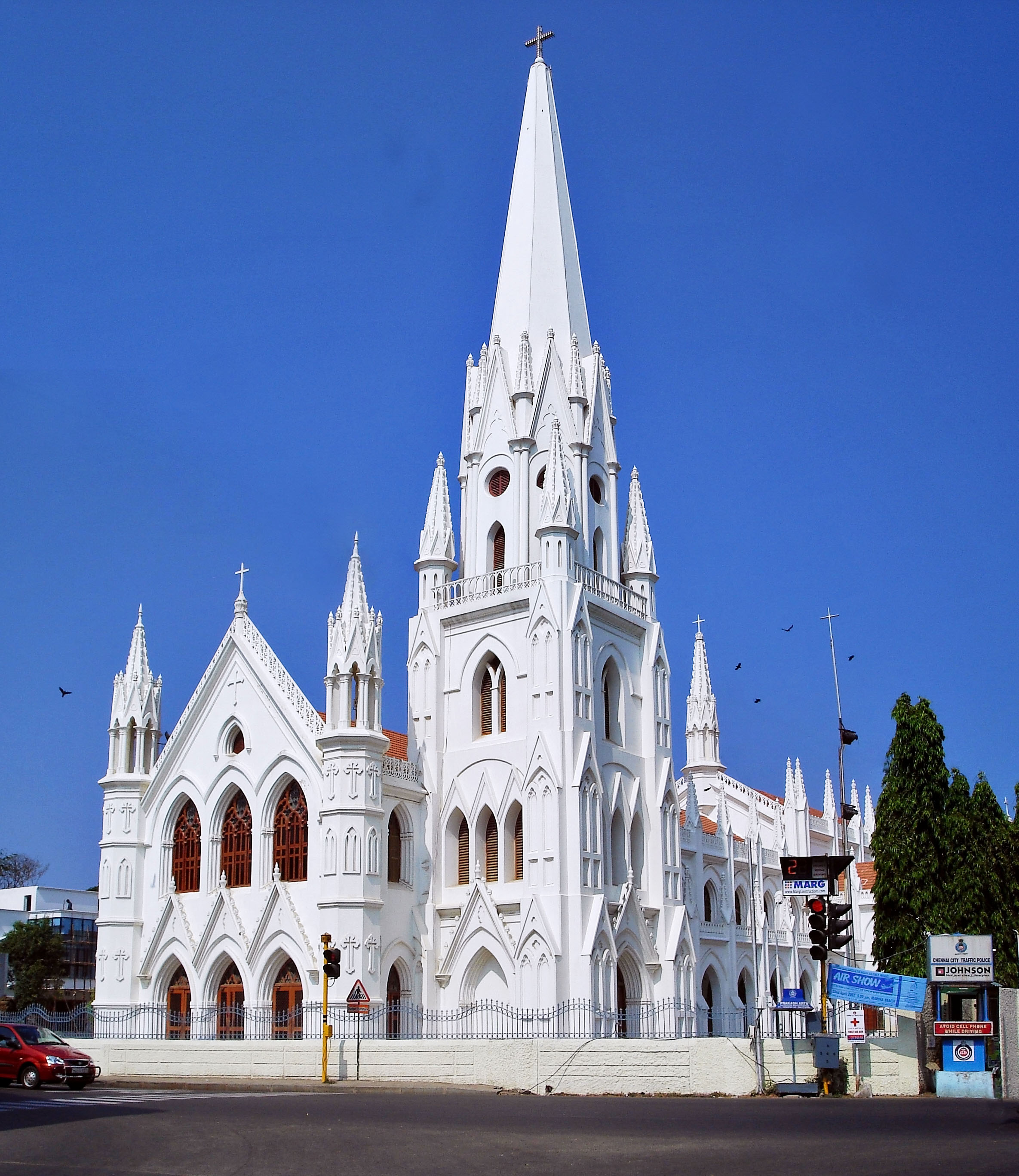
La Basílica de Santo Tomás en Chennai es un centro católico de adoración y peregrinaje. En la India existen más de 17 millones de fieles católicos.

La Iglesia católica cuenta con aproximadamente 17,3 millones de fieles en la India, que representan menos del 2% de la población total y constituyen la Iglesia cristiana más grande en toda la India.
Existen 157 unidades eclesiásticas que conforman un total de 29 arquidiócesis y 128 diócesis. De estas unidades eclesiásticas, 127 son de Rito latino, 25 de Rito siro-malabar y otras 5 de Rito siro-malankara.
Todas la diócesis o eparquías pertenecen a la Conferenia de Obispos Católicos de la India, que fue fundada en 1994.
El Representante de la Santa Sede ante el gobierno de la India y ante las autoridades eclesiásticas es el Nuncio apostólico. 
La Misión diplomática fue establecida a la misma vez que la Delegación Apostólica para las Indias Orientales en el año 1881. Más adelante fue erigida una inter-Nunciatura por el Papa Pío XII en 1948 y finalmente una Nunciatura apostólica, por el Papa Pablo VI en 1967.

## Historia

### Cristianismo Primitivo en la India
La fe cristiana fue introducida en la India por el Apóstol Tomás hacia el 52 d.C. Los fieles de la comunidad fundada por Santo Tomás fueron conocidos como cristianos nasranis (de Nasrani), o sea, creyentes en Jesús de Nazaret, según se sugiere por la etimología de la palabra.
La Comunidad fue gobernada por la Iglesia asiria del Oriente hasta la llegada de los portugueses.

### Primeros misioneros
Juan de Monte Corvino, fraile franciscano, fue enviado como misionero a China, llegando a ser prelado de Pekín hacia 1307. Viajó desde Persia, llegando por mar a la India en 1291, a la región de Madrás o "País de Santo Tomás".
Allí predicó durante trece meses y bautizó alrededor de cien personas. Desde allí, el fraile, escribió a su casa, en diciembre de 1291 (ó 1292). Esta carta contiene uno de los más tempranos y sobresalientes testimonios sobre la Costa de Coromandel proporcionado por un europeo. 
Éste luego viajó por mar desde Meliapor, y llegó a China en 1294, presentándose en la capital "Janbalic" (hoy Beijín o Pekín).
Posteriormente el Fraile Odorico de Pordenone llegó a la India en 1321. Visitó Malabar (20 millas al norte de Calicut y Kollam, partiendo desde allí, según se cree, hacia Ceilán (Sri Lanka) y al sepulcro de santo Tomás en Meliapor, cerca de Madrás. Él escribe que ha encontrado el sitio donde Tomás fue enterrado.
El Padre Jordano Catalani, un misionero dominico francés lo sucedió en 1321-1322. Informó a Roma, al parecer desde algún lugar de la costa oeste de la India, que le había dado cristiana sepultura a cuatro monjes mártires. Jordano es conocido por sus 1329 "Mirabilia" que describen las maravillas del Oriente.
In 1347, Giovanni de Marignolli visitó el santuario de Santo Tomás cerca de Madras.

### Llegada de los portugueses
La introducción del Catolicismo en India comenzó con la llegada de Vasco da Gama, quien estaba buscando naciones pre-cristianas con las cuales formar alianzas de balance frente al Islam.
Con la bula papal Romanus Pontifex, el patrocinio de la misión fue dada a los portugueses, siendo remunerados con el comercio de especias.
Luego de cuatro décadas de próspero comercio se comenzó el proselitismo hacia el año 1540. Misioneros de la recientemente fundada Compañía de Jesús fueron enviados a Goa, y el gobierno colonial portugués apoyó la misión con incentivos para los bautizados. Ofrecieron donaciones de arroz para los pobres, buenas ubicaciones para la clase media en las colonias portuguesas y ayuda militar para gobernantes locales, por lo que estos nuevos cristianos fueron apodados Cristianos del Arroz, quienes incluso continuaron practicando su antigua religión. Al mismo tiempo muchos de los llamados cristianos nuevos de Portugal migraron a India como resultado de la Inquisición. Muchos de ellos fueron sospechados de ser en realidad judíos ocultos que continuaban practicando secretamente su religión.
San Francisco Javier en una carta de 1545 al rey Juan III de Portugal solicitó que la Inquisición fuera instalada en Goa
La romanización de los Cristianos de Santo Tomás comenzó a principios del siglo XVI. El sínodo de Diamper fue convocado por los portugueses entre el 20 y el 26 de junio de 1599. Los cristianos de Santo Tomás fueron presionados para aceptar la autoridad del Papa y muchos eventualmente aceptaron la fe católica, pero una parte de ellos se pasó a la iglesia de rito siríaco.

### Conversiones posteriores
Junto con los Cristianos de Santo Tomás, personas de otras confesiones fueron convertidas por los colonizadores portugueses. En un primer momento comenzó con Goa, posteriormente se extendió a la costa de Cabo Comorin, los distritos interiores de Madurai y la costa oeste de la Fortaleza de San Sebastián de Bassein, Salsete, Bombay, Karanja y Chaul. La supresión de la Jesuitas en 1773 supuso que expansión misionera comenzó a declinar en la India. Además la inquisición portuguesa en Goa, causó tensiones y desconfianzas con la mayoría hindú. Además se produjeron tensiones entre Roma y los misioneros.
Las tensas relaciones entre la Iglesia y los misioneros portugueses llegaron a su clímax cuando en 1838 la Santa Sede canceló la jurisdicción de las tres sedes sufragáneas de Crangaqnore, Cochin y Mylapur y la transfirió a los vicarios apostólicos más cercanos, e hizo lo mismo con respecto a ciertas porciones de territorio que anteriormente habían estado bajo la autoridad de la propia Goa
. Finalmente en 1886 se estableció otro concordato, y al mismo tiempo todo el país fue dividido en provincias eclesiásticas, y ciertas porciones de territorio, retiradas en 1838, fueron devueltas a la jurisdicción de las sedes portuguesas.

## Obra social

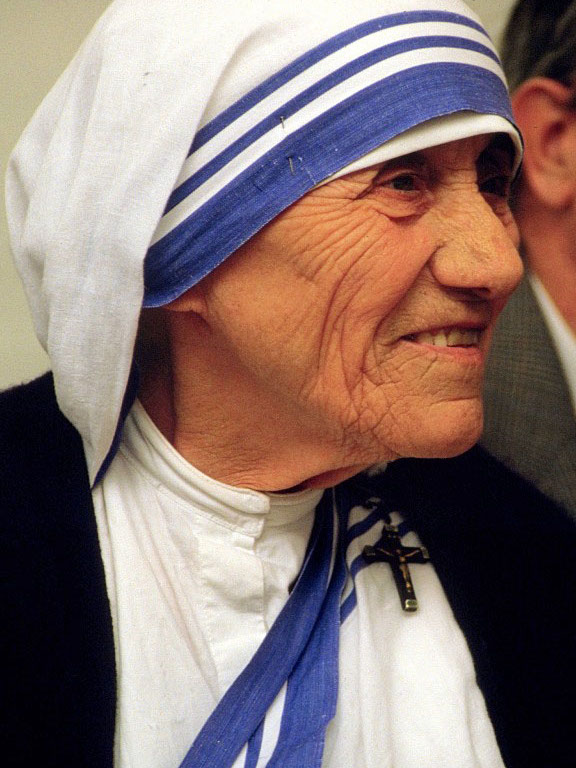
Madre Teresa de Calcuta

La preocupación por la caridad es común a católicos y protestantes, pero con una gran diferencia: mientras los primeros creen que la salvación viene de la fe en Dios que se manifiesta en buenas obras como la caridad, los segundos no pueden confiar en tal posibilidad, ya que creen que sola fide es un requisito para la salvación, y que las obras de uno son insuficientes para ganar o perder la salvación.    En consecuencia, los esfuerzos caritativos católicos en la India han sido extensos.
En la India Portuguesa, por ejemplo, San Francisco Javier y sus compañeros misioneros tuvieron especial cuidado en ayudar a las instituciones caritativas locales atendiendo a los enfermos, tanto espiritual como físicamente, realizando otras obras de misericordia. Las instituciones educativas de los jesuitas, aunque nunca tuvieron éxito en las actividades misioneras, habían dejado un impacto de prestigio a través de sus instituciones educativas La educación se ha convertido en la principal prioridad de la Iglesia en la India en los últimos años, con casi el 60% de las escuelas católicas situadas en zonas rurales . Incluso en la primera parte del siglo XIX, las escuelas católicas habían puesto interés en el alivio y el bienestar de los pobres .
A pesar de que los católicos conforman menos del 2% de la población de la India, la Iglesia provee según estimaciones el 22% de todos los servicios de salud, operando 5,000 dispensarios, hospitales y centros médicos, y emplea al 33% de los trabajadores sanitarios en India, incluyendo a 40,000 enfermeras católicas.

## Provincias

Rito romano provincias y diócesis de la Iglesia católica en la India.

Las provincias abarcadas por la Iglesia incluyen 31, que se reparten 23 de rito romano, 6 de rito siro-malabar y 2 de rito siro-malankar.

## Estadísticas
Estadísticas para el año 2003
- Total de Sacerdotes Diocesanos: 14.000
- Sacerdotes Religiosos: 13.500
- Hermanos legos (religiosos no ordenados): 4.300
- Religiosas: 90.000
- Total de Congregaciones Religiosas: 300 (masculinas: 70, femeninas: 230)

Institutos Educacionales
- Círculos infantiles/Jardines de infantes: 3.785
- Escuelas Primarias: 7.319
- Escuelas Secundarias: 3.765
- Colegios: 240
- Escuelas/Colegios de Medicina/Enfermería: 28
- Colegios de Ingeniería: 15

Asistencia Social
- Escuelas de Entrenamiento Técnico/Politécnicos: 1.524
- Hostales/Casas de alojamiento: 1.765
- Orfanatos: 1.085
- Guarderías: 228
- Hospitales: 704
- Dispensarios/Centros de Salud: 1.792
- Leproserías: 111
- Centros de Rehabilitación o Fisioterapia: 102
- Casas para ancianos, necesitados y discapacitados físicos: 455